# Enrico Ruggeri
Pour les articles homonymes, voir Ruggeri.
Enrico Ruggeri est un chanteur italien, né le 5 juin 1957 à Milan.

## Biographie
En 1987, il gagne le Festival de Sanremo en interprétant avec Umberto Tozzi et Gianni Morandi, Si può dare di più (On peut donner plus). 
Il représente l'Italie au Concours Eurovision de la chanson 1993 avec la chanson Sole d'Europa.

## Discographie

### Album
- 1977 - Punk
- 1980 - Vivo da re
- 1981 - Champagne Molotov
- 1983 - Polvere
- 1984 - Presente
- 1985 - Tutto scorre
- 1986 - Difesa francese
- 1986 - Enrico VIII
- 1987 - Vai Rrouge!
- 1988 - La parola ai testimoni
- 1989 - Contatti
- 1990 - Il falco e il gabbiano
- 1991 - Peter Pan
- 1993 - La giostra della memoria
- 1994 - Oggetti smarriti
- 1996 - Fango e stelle
- 1997 - Domani è un altro giorno
- 1999 - La gente con alma (en espagnol)
- 1999 - L'isola dei tesori
- 2000 - L'uomo che vola
- 2001 - La vie en Rouge (double live)
- 2003 - Gli occhi del musicista
- 2004 - Punk prima di te
- 2005 - Amore e guerra
- 2006 - Cuore, muscoli e cervello (triple)
- 2007 - Il regalo di Natale
- 2008 - Rock show
- 2009 - All in - L'ultima follia di Enrico Ruggeri
- 2009 - Il regalo di Natale
- 2010 - La ruota
- 2012 - Le canzoni ai testimoni
- 2013 - Frankenstein
- 2014 - Frankenstein 2.0
- 2015 - Pezzi di vita
- 2016 - Un viaggio incredibile